# Alopecurus anatolicus
Alopecurus anatolicus är en gräsart som beskrevs av Dogan. Alopecurus anatolicus ingår i släktet kavlen, och familjen gräs. Inga underarter finns listade i Catalogue of Life.